# Marny Kennedy
Marny Elizabeth Isabella Kennedy (Melbourne, 21 gennaio 1994) è un'attrice australiana.
La sua notorietà è dovuta alla partecipazione nei panni della protagonista Taylor Fry in Perché a me? (Mortified), telefilm australiano in onda dal 2006 su Nine Network e su Disney Channel. Ha interpretato anche Ally Henson nella serie televisiva Cyber Girls.

## Biografia
Nasce da padre preside di una scuola e da madre fondatrice di una scuola di danza, nella quale Marny frequenta lezioni dal 2006. Studia al MacKillop Catholic Regional College.
Diventa nota interpretando Taylor Fry nella serie Perché a me?. Nel 2006 vince il premio "Miglior Attore Giovane" al Loreal AFI Awards. Nel 2007 vince il "Best Juvenille Drama" al Seoul Drama Awards.
Successivamente appare nella serie Saddle Club nella parte di Veronica di Angelo. È anche sceneggiatrice, scrivendo la storia dell'episodio Happy trails della serie Saddle Club nella quale interpreta Veronica Di Angelo (solo nella terza stagione), antagonista di Lisa, Carole e Stevie nel programma televisivo. È la sostituta di Heli Simpson nella terza stagione: il cast è stato quasi completamente modificato perché le attrici erano diventate troppo grandi per interpretare ragazzine di circa 15 anni.
In Cyber Girls recita la parte di Ally Henson, ragazza australiana che scopre di poter visitare le sue amiche Jackie ed Emma a Singapore e ad Amburgo grazie ad una Chat Room speciale.
Ha anche lavorato come modella per alcuni servizi fotografici.
Nel 2017 torna in televisione con la serie Hoges.

## Filmografia
- Perché a me? - serie TV, 26 episodi (2006-2007)
- Saddle Club - serie TV, 27 episodi (2008-2009)
- Ink, regia di Jamin Winans (2009)
- Rush - serie TV, episodio 2x21 (2009)
- Cyber Girls - serie TV, 26 episodi (2010-2011)
- Golden Girl - Cortometraggio (2011)
- Conspiracy 365 - serie TV, 12 episodi (2012)
- Hoges - serie TV, 1 episodio (2017)
- Janet King - serie TV, 2 episodi (2017)
- Bite Club - serie TV,  8 episodi (2018)
- Underbelly Files: Chopper - serie TV, 2 episodi (2018)
- Wentworth - serie TV, 2 episodi (2018)
- Between two words (2020)
- Home and away (2021)
- Warnie - serie TV, 2 episodi (2023)

## Sceneggiatrice
- Happy trails, episodio della serie Saddle Club